# Per Fjästad
Per Olof Säther Fjästad (* 15. März 1883 in Stockholm; † 18. Oktober 1955 in Mariefred) war ein schwedischer Schwimmer.

## Karriere
Fjästad nahm 1908 an den Olympischen Spielen in London teil. Hier scheiterte er im Wettbewerb über 200 m Brust als Zweiter des fünften Vorlaufes an der Halbfinalqualifikation.
Seine jüngeren Brüder Åke Fjästad und Nils Fjästad waren auch beide Olympioniken.